# Chants for the Chief
Chants for the Chief (Cantos Para o Morubixaba) é um álbum do violonista brasileiro radicado nos Estados Unidos Antônio Carlos Barbosa-Lima, lançado em 17 de dezembro de 1991 pela Concord Jazz Picante. Os cantos do título foram compostos pelo músico brasileiro, também radicado nos Estados Unidos, Gaudêncio Thiago de Mello, que é caracterizando nos álbum fazendo a percussão e os vocais.
A violonista estadunidense Sharon Isbin chegou a indicar o álbum como um dos maiores trabalhos para violão já gravados, vindo a gravar alguns dos cantos em seu álbum Journey To The Amazon, vencedor do Grammy, no qual Thiago também participa na percussão.
Devido a mudanças de direção na gravadora Concord, a divisão Jazz Picante passou a se dedicar mais a ritmos latinos, deixando de lado sua produção clássica e semi-clássica, o que fez com que o álbum saísse de catálogo.
Os cantos de Thiago estão dispostos nas 10 primeiras faixas, sendo seguidos pela seqüência do álbum de Barbosa-Lima, que inclui gravações de músicas de seu mestre de violão, o uruguaio Isaías Sávio.

## Faixas do CD
1. A Chamada dos Ventos/Canção Noturna [Wind Call/Nocturne Song]
2. Uirapurú do Amazonas [The Uirapuru Of The Amazon]
3. Cunhã-Tan do Andirá [Little Girl From The Andira River]
4. Varando Furos [Cutting Waters]
5. Canto dos Esquecidos/Yara Levou o Meu Amor [Chant Of The Forgotten Ones/Yara Took My Love]
6. Canto do Missionário [Chant Of The Missionary]
7. Ventos do Sertão [Winds From The Backlands]
8. Canto da Alvorada [Chant Of The Sunrise]
9. Canto do Verde Amado [Chant Of The Beloved Green]
10. Canoa Furada/Canção Noturna/A Chamada dos Ventos [There's a Hole In My Canoe/Nocturne Song/Wind Call]
11. Cajita de Musica [The Little Music Box] (Isaías Sávio)
12. Impressão de Rua [Street Impression] (Isaías Sávio)
13. Sonha, Yaya [Dream, Yaya] (Isaías Sávio)
14. Teotecacinte (Gaudêncio Thiago de Mello)
15. Fantasy On A Hawaiian Lullaby (Byron Yasui)
16. Batucada (Isaías Sávio)